# Chung kết Cúp bóng đá Nam Mỹ 1997
Chung kết Cúp bóng đá Nam Mỹ 1997 là trận đấu cuói cùng của Cúp bóng đá Nam Mỹ 1997. Trận đấu dược diễn ra vào ngày 29 tháng 6 năm 1997 ở La Paz. Brazil giành chiến thắng trước Bolivia với tỷ số 3–1. Đây là lần thứ 5 Brazil vô địch và là lần đầu tiên họ vô địch bên ngoài biên giới quốc gia của họ.

## Chi tiết trận đấu
| Brasil                                     | 3–1 | Bolivia        |
| ------------------------------------------ | --- | -------------- |
| Edmundo 40' · Ronaldo 79' · Zé Roberto 90' |     | E. Sánchez 45' |

| Brazil | Bolivia |

| GK                      | 1  | Cláudio Taffarel |  |     |
| DF                      | 2  | Cafú             |  |     |
| DF                      | 16 | Gonçalves        |  |     |
| DF                      | 3  | Aldair           |  |     |
| DF                      | 6  | Roberto Carlos   |  |     |
| MF                      | 8  | Dunga            |  |     |
| MF                      | 19 | Flávio Conceição |  | 62' |
| MF                      | 20 | Denílson         |  |     |
| MF                      | 10 | Leonardo         |  | 79' |
| FW                      | 9  | Ronaldo          |  |     |
| FW                      | 21 | Edmundo          |  | 67' |
| Vào thay người:         |    |                  |  |     |
| MF                      | 5  | Mauro Silva      |  | 79' |
| MF                      | 17 | Zé Roberto       |  | 62' |
| FW                      | 22 | Paulo Nunes      |  | 67' |
| Huấn luyện viên trưởng: |    |                  |  |     |
| Zagallo                 |    |                  |  |     |

| GK                      | 1  | Carlos Trucco          |  |          |
| DF                      | 2  | Juan Manuel Peña       |  |          |
| DF                      | 7  | Sergio Castillo        |  |          |
| DF                      | 5  | Óscar Sánchez          |  |          |
| DF                      | 3  | Marco Sandy            |  |          |
| MF                      | 16 | Luis Cristaldo         |  | Thẻ vàng |
| MF                      | 22 | Julio César Baldivieso |  |          |
| MF                      | 6  | Vladimir Soria         |  |          |
| MF                      | 21 | Erwin Sánchez          |  | Thẻ vàng |
| FW                      | 10 | Marco Etcheverry       |  |          |
| FW                      | 9  | Jaime Moreno           |  | 74'      |
| Vào thay người:         |    |                        |  |          |
| FW                      | 18 | Milton Coimbra         |  | 74'      |
| Huấn luyện viên trưởng: |    |                        |  |          |
| Antonio López Habas     |    |                        |  |          |